# Pimelodella australis
Pimelodella australis är en fiskart som beskrevs av Eigenmann, 1917. Pimelodella australis ingår i släktet Pimelodella och familjen Heptapteridae. Inga underarter finns listade i Catalogue of Life.